# 2006年國際足協世界盃決賽
2006年國際足協世界盃決賽於當地時間2006年7月9日20:00在柏林奧林匹克體育場進行，意大利與法國在 120 分鐘內踢成 1–1，雙方互射十二碼，意大利最後奪取了大力神盃。
在十二碼決勝中，意大利隊五名隊員全部射中，而法國隊查斯古特則擊中橫樑射失，意大利隊以總分 6–4 戰勝法國隊，歷史上第 4 次獲得世界盃冠軍。這也使得意大利隊成為繼巴西隊之後，獲得冠軍次數最多的球隊。
決賽加時賽於 18 分鐘時，上半场罚中点球的法国队中卫席丹在受到挑釁下，以頭頂向意大利隊23號馬特拉齊胸口。主裁判阿根廷人奧拉西奧·埃利松多與助理裁判簡單交流之後，掏出紅牌將齐达内停赛。这也是齐达内的谢幕演出。

## 晉級之路
| 排名 | 隊伍   | 賽 | 分 |
| ---- | ------ | -- | -- |
| 1    | 義大利 | 3  | 7  |
| 2    |        | 3  | 6  |
| 3    | 捷克   | 3  | 3  |
| 4    | 美国   | 3  | 1  |

| 排名 | 隊伍 | 賽 | 分 |
| ---- | ---- | -- | -- |
| 1    | 瑞士 | 3  | 7  |
| 2    | 法國 | 3  | 5  |
| 3    |      | 3  | 4  |
| 4    | 多哥 | 3  | 0  |

## 賽事

### 比賽詳情
| 2006年7月9日 20:00 CET（UTC+1） |

| 義大利                                         | 1–1 （加時賽） | 法國                                |
| ---------------------------------------------- | -------------- | ----------------------------------- |
| - 馬特拉斯 19'                                 | 報告           | - 施丹 7'（）                       |
|                                                |                |                                     |
| - 派路 - 馬特拉斯 - 迪羅斯 - 迪比亞路 - 格羅素 | 5–3            | - 韋托特 - 查斯古特 - 艾比度 - 沙洛 |

| 柏林，柏林奧林匹克體育場 觀眾人數：69,000 ：奧拉西奧·埃利松多（阿根廷） |

| 意大利 | 法國 |

| GK         | 1  |          |    |     |
| RB         | 19 |          | 5' |     |
| CB         | 5  | （c）    |    |     |
| CB         | 23 | 馬特拉齊 |    |     |
| LB         | 3  |          |    |     |
| RM         | 16 |          |    | 86' |
| CM         | 8  | 加圖索   |    |     |
| CM         | 21 |          |    |     |
| LM         | 20 |          |    | 61' |
| AM         | 10 |          |    | 61' |
| CF         | 9  |          |    |     |
| 後備球員： |    |          |    |     |
| MF         | 4  |          |    | 61' |
| FW         | 15 |          |    | 61' |
| FW         | 7  |          |    | 86' |
| 領隊：     |    |          |    |     |
|            |    |          |    |     |

| GK         | 16 |      |      |      |
| RB         | 19 |      | 12'  |      |
| CB         | 15 |      |      |      |
| CB         | 5  |      |      |      |
| LB         | 3  |      |      |      |
| CM         | 4  |      |      | 56'  |
| CM         | 6  |      |      |      |
| RW         | 22 |      |      | 100' |
| AM         | 10 | (c)  | 110' |      |
| LW         | 7  |      | 111' |      |
| CF         | 12 | 亨利 |      | 107' |
| 後備球員： |    |      |      |      |
| MF         | 18 |      | 76'  | 56'  |
| FW         | 20 |      |      | 100' |
| FW         | 11 |      |      | 107' |
| 領隊：     |    |      |      |      |
| 杜明尼治   |    |      |      |      |

| 最佳球員： 派路（意大利） 助理裁判員： Darío García（阿根廷） Rodolfo Otero（阿根廷） 第四球證： 路易斯·梅迪納·坎塔萊霍（西班牙） 第五球證： Víctoriano Giráldez Carrasco（西班牙） | 比賽規則 - 90 分鐘 - 賽和需要進行 30 分鐘加時賽 - 假如仍然賽和則會進行互射十二碼 - 最多三個換人調動 |

### 賽事數據
|                 | 意大利 | 法國 |
| --------------- | ------ | ---- |
| 入球            | 1      | 1    |
| 射門            | 10     | 17   |
| 中框            | 3      | 6    |
| 控球率          | 55%    | 45%  |
| 角球            | 5      | 7    |
| 犯規            | 17     | 24   |
| 越位            | 4      | 2    |
| 黃牌            | 1      | 3    |
| 第二黃牌 & 紅牌 | 0      | 0    |
| 紅牌            | 0      | 1    |

## 施丹以頭撞人事件

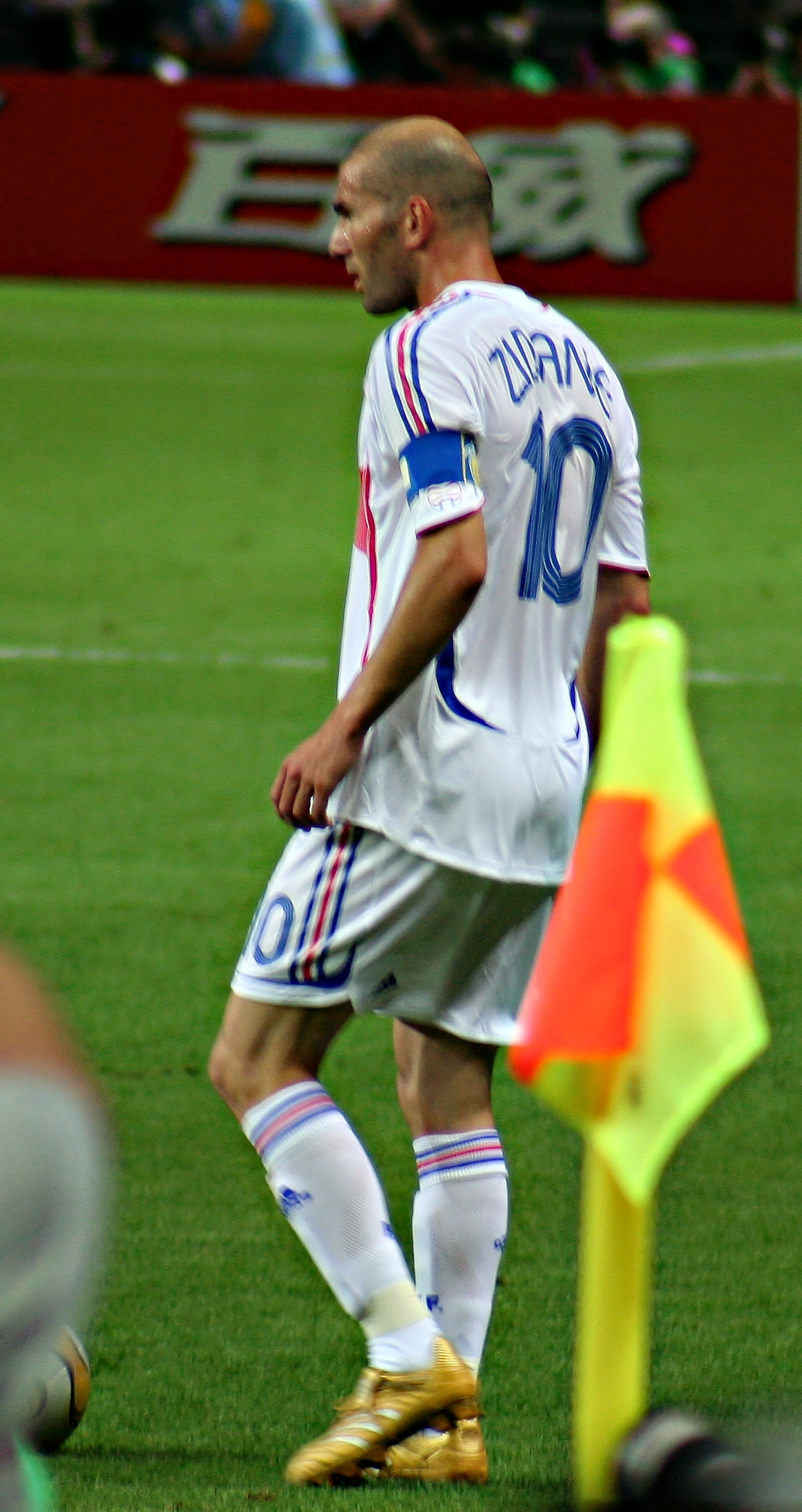
決賽中的施丹。

法國隊隊長施丹於決賽加時下半場以頭槌撞跌意大利球員馬特拉斯，遭到球證奧拉西奧·埃利松多以紅牌驅趕出場，為這位三屆世界足球先生得主在職業生涯最後一場球賽留下頗大的污點，有人認為施丹被判離場，甚至間接導致法國隊於互射十二碼階段失敗，由於無法得知當事人說了什麼、聽到什麼，世界各地球迷對於施丹為何激動地侵犯馬特拉斯感到懷疑。
即使如此，但國際足協仍基於施丹在全程賽事表現出色，而將代表決賽週表現最優秀球員的世界盃金球獎頒發給他。賽後施丹在法國電視台訪問時，透露馬特拉斯當時對他說了非常難聽的話語，並且三度侮辱其母親或姐姐；但他也重申，他對為此動粗並不感到後悔，不過對觀看到他以頭撞人過程的全球兒童及他們的家長請求諒解。
馬特拉斯在『米蘭體育報』的專訪中，重申沒有辱罵施丹的母親，但暗示他曾使用極不雅的言語挑釁施丹。事件發生後一星期，就以上事件出現不同的新聞，包括國際足協主席白禮達有意褫奪金球獎、對施丹及馬特拉斯的指控展開紀律調查、根據法國隊教練杜明尼治的提出的說法，一名法國律師質疑球證埃利松多利用錄影帶翻看事件發生經過作出判決，因此違反「不得以錄影帶作出判決」的球證規則並計劃告上法庭要求重賽。但曾執法2002世界盃的退休中國球證陸俊（2004年度亞洲最佳足球球證）則說第四裁判的位置完全是可以看見該起事件的。
施丹7月12日在法國『Canal+』電視台的訪問：「他拉住了我的衣服。我對他說「停止，如果他那麼想要，在之後我可以給他我的衣服」」 「有時候那種措辭是令人難以忍受的。實際上那個措辭觸到了我個人的內心。當接觸到與女性家人相關」 「我最初聽到的時候，想當作沒聽到，但是我是聽到三次…。」
馬特拉斯在9月5日的『米蘭運動報』被引述： 馬特拉斯說，當他拉了施丹的球衣，而對方輕蔑的說「喜歡的話我考慮賽後送你」之後，他忍不住反唇相譏，最後換來施丹的強力頭槌。 原文「A Zidane ho risposto che preferivo sua sorella, è vero. 」（『對Zidane我回答說，我更喜歡它的姐妹，這是真的。』） 馬特拉斯說，雖然他該為自己的話負責，但他並非有意造成這次衝突。「沒錯，我拉了他的球衣，但當他輕蔑的對我說：『如果你這麼喜歡我的衣服，等一下我送給你。』那不也是一種挑釁嗎？」馬特拉斯坦承自己拿施丹姊姊回嘴，「我這樣說當然不好，但很多球員罵的話更髒，老實說，當我拿他姊姊回嘴的時候，我連他到底有沒有都不知道…」
2006年7月20日，國際足協就以上事件進行調查，兩人抵達瑞士蘇黎世的國際足協總部，出席紀律委員會的研訊。最終施丹被判停賽三場並罰款7,500瑞士法郎，而馬達拉斯則停賽兩場並罰款5,000瑞士法郎，由於施丹已經宣佈退役，故自願把三場的停賽改為三天的社區服務。同時國際足協宣佈決賽期間球證並沒有利用錄像翻看事件經過，因此決賽無需重賽。此外，施丹依然為本屆世界盃金球獎的得主，而馬特拉斯則被國際米蘭執行紀律性處分。
2009年12月22日，施丹在接受媒體採訪表示，他很高興在德國世界盃決賽上頭頂馬特拉斯的行為吃到了紅牌，這是一個公正的決定。否則，他將會因沒有受到公正的懲罰而懊悔。